# Зуби (Люблінське воєводство)
Зуби (пол. Zuby) — частина села Цьотуша Нова у Польщі, в Люблінському воєводстві Томашівського повіту, ґміни Сусець.

## Історія
Первісним населенням були русини-українці, які компактно проживали на своїх історичних землях. 